# Madre eroica vietnamita
Il titolo di madre eroica vietnamita (Bà mẹ Việt Nam anh hùng in vietnamita) è un titolo onorifico del Vietnam.

## Storia
L'onorificenza è stata istituita il 29 agosto 1994.

## Assegnazione
L'onorificenza è assegnata alle madri che hanno dato numerosi contributi e sacrifici per la causa della liberazione nazionale, la costruzione e della difesa nazionale e l'attuazione di obblighi internazionali.

## Insegne
- Il  nastro è completamente rosso.